# Tillandsia carminea
Tillandsia carminea es una especie de planta epífita dentro del género  Tillandsia, perteneciente a la  familia de las bromeliáceas.  Es originaria de Brasil

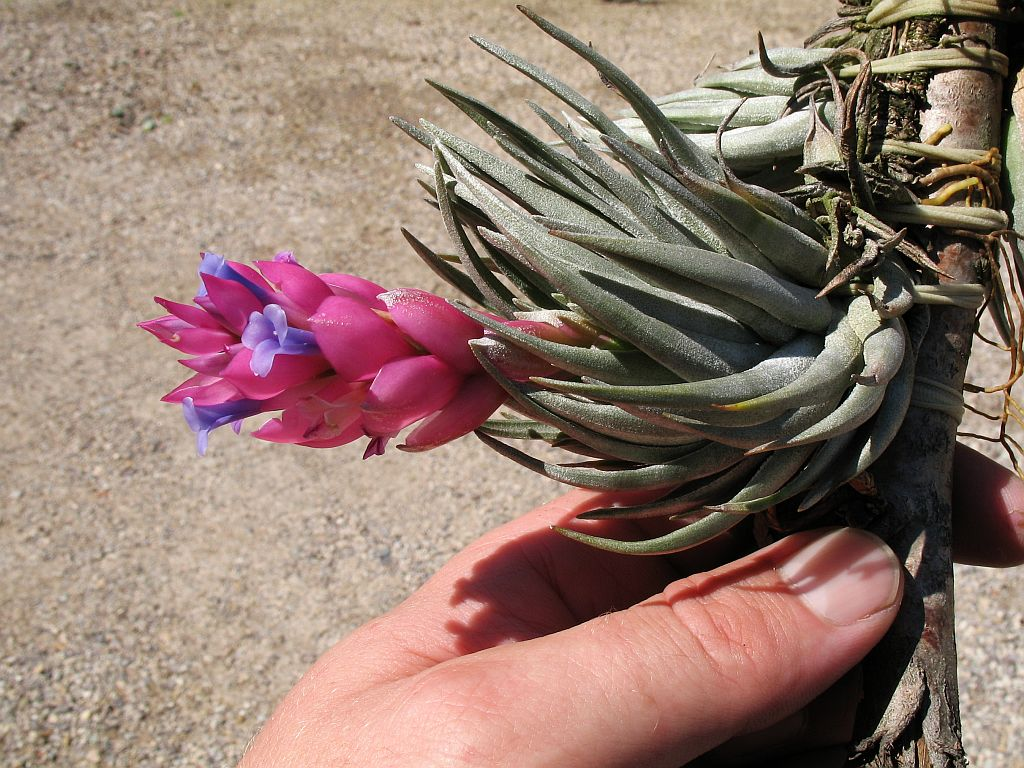
Vista de la planta

## Taxonomía
Tillandsia carminea fue descrita por Walter Till y publicado en Plant Systematics and Evolution 138: 293–5. 1981.
Etimología
Tillandsia: nombre genérico que fue nombrado por Carlos Linneo en 1738 en honor al médico y botánico finlandés Dr. Elias Tillandz (originalmente Tillander) (1640-1693).
carminea: epíteto